# Джінестра (волейбольний клуб)

Дюжев Олександр Костянтинович

ВК «Джінестра» — жіночий волейбольний клуб з м. Одеси, Україна. Створений  1951 року під назвою «Іскра». Заснували команду тренери Олександр Дюжев та Є. Г. Горбачов. Виступала в Українській Суперлізі.
Упродовж своєї діяльності команда представляла різні колективи фізкультури міста: «Буревісник» (1954—1973), «МедІн» (1973—1989), «Январка-Краян», «Краян» (1989—1993), «Динамо-Дженестра» (1993—2003), «Дженестра» (2003—2005), ВК «Джінестра» з 2005 року.

## Історія
Жіночу волейбольну команду було створено  1951 року під назвою «Іскра». Засновники команди тренери А. К. Дюжев та Є. Г. Горбачов.  1954 року команду перейменовано на «Буревісник».  1958 року команда вийшла до Вищої ліги чемпіонату СРСР (капітан команди Феліса Гольдубер), в якому за 3 роки (1961) стала чемпіоном Союзу під керівництвом Є. Горбачова.  1962 року команда стала бронзовою призеркою чемпіонату СРСР і володаркою Кубка європейських чемпіонок (серед гравчинь Ніна Романова).  1964 року волейболістка «Буревісника» Валентина Мішак (Волощук) у складі збірної СРСР стала срібною призеркою Олімпійських ігор в Токіо. Упродовж 1964—1984 років команду тренував Юрій Курильський.
1971 року «Буревісник» здобув бронзові нагороди чемпіонату СРСР.  1973 року клуб «Буревісник» змінив свою назву на «МедІн».  1974 року під керівництвом Юрія Курильського «МедІн» став володарем Кубка СРСР.  1976 року волейболістки «МедІну» Ольга Козакова та Любов Рудовська у складі збірної СРСР стали срібними призерками Олімпійських ігор у Монреалі.  1980 року гравчиня «МедІну» Олена Соколовська (Ахамінова) стала олімпійською чемпіонкою на Олімпійських іграх в Москві.

## Склад

### Гравчині
Станом на 2 серпня 2010
| No | Національність | Гравчиня            | Дата народження | Зріст | Позиція             |
| -- | -------------- | ------------------- | --------------- | ----- | ------------------- |
| 1  | Україна        | Ганна Ксенофонтова  | 6 жовтня 1990   | 192   | центральна блокуюча |
| 2  | Україна        | Карина Медведєва    | 6 липня 1967    | 187   | зв'язуюча           |
| 4  | Україна        | Тетяна Козлова      | 25 вересня 1984 | 185   | догравальниця       |
| 5  | Україна        | Марина Захожа       | 1 березня 1986  | 187   | діагональна         |
| 8  | Україна        | Оксана Курило       | 24 червня 1978  | 180   | ліберо              |
| 9  | Україна        | Анастасія Нікітенко | 15 березня 1991 | 191   | догравальниця       |
| 10 | Україна        | Юлія Озтіре К       | 10 червня 1966  | 184   | центральна блокуюча |
|    | Україна        | Анастасія Смирнова  | 9 квітня 1986   | 175   | зв'язуюча           |

## Досягнення
- Чемпіонат СРСР 
  -  Чемпіон (1): 1961
  -  Срібний призер (1): 1983
  -  Бронзовий призер (4): 1962, 1971, 1982, 1984

- Кубок СРСР 
  -  Володар (3): 1974, 1981, 1983

- Чемпіонат УРСР 
  -  Чемпіон (14): 1957(літо), 1958, 1960(осінь), 1961(зима), 1962, 1963, 1971, 1972, 1976, 1979, 1982, 1984, 1985, 1988.
  -  Срібний призер (14): 1954, 1955, 1956, 1957(зима), 1959, 1965, 1967(літо), 1968, 1969, 1970, 1974, 1977, 1978, 1987.
  -  Бронзовий призер (12): 1946, 1948, 1964, 1966, 1967(зима), 1975, 1980, 1981, 1983, 1989, 1990, 1991.

- Кубок УРСР 
  -  Володар (16): 1957, 1958, 1960, 1961, 1963, 1965, 1967, 1968, 1969, 1970, 1971, 1972, 1979, 1981, 1982, 1983.
  -  Фіналіст (12): 1956, 1959, 1962, 1964, 1966, 1974, 1977, 1985, 1987, 1988, 1989, 1991.

- Чемпіонат України 
  -   Чемпіон (4): 2001, 2002, 2003, 2004.
  -  Срібний призер (7): 1996, 2000, 2005, 2007, 2008, 2010, 2011.
  -  Бронзовий призер (4): 1993, 1995, 1997, 1999

- Кубок України 
  -  Володар (6): 1994, 2001, 2002, 2003, 2010, 2011

Єврокубки
- Кубок європейських чемпіонів
  -  Володар (1): 1962

- Кубка володарів кубків
  -  Володар (1): 1983
  -  Бронзовий призер (Кубка Топ Команд) (1): 2001
  - Учасник ¼ фіналу (1): 1993
- Учасник ¼ фіналу  Кубка ЄКВ (2): 1998, 2000